# Dimitrie Onofrei
Dimitrie Onofrei (Iași, 6 agosto 1897 – Bethlehem, 20 marzo 1991) è stato un tenore rumeno.

## Biografia
Dopo una breve carriera al Teatro dell'Opera di Bucarest, studiò come tenore al Conservatorio di Milano. Debuttò nel 1922 al Teatro Reale di Malta nel Rigoletto di Giuseppe Verdi, nel ruolo del duca di Mantova.
Nel 1925 ci fu l'esordio negli Stati Uniti d'America, dove cantò per la prima volta al Teatro Century di New York. Dotato di una voce tenorile di rara estensione, la carriera di Dimitrie Onofrei fu tutta in ascesa e lo portò ad interpretare pressoché tutti i principali ruoli tenorili del melodramma.
L'addio alle scene avvenne nel 1962. Divenne professore di canto al Conservatorio di Cincinnati (USA) e poi - fino al 1965 - di Chicago.
Ha fatto numerose incisioni discografiche.
È morto il 20 marzo 1991 all'età di 93 anni a Bethlehem (Pennsylvania).